# Инджефе, Ведат
Ведат Инджефе (род. 1 апреля 1974 года в Бандырме) — турецкий футболист и тренер. Наиболее известен по игре за «Галатасарай». Со сборной Турции принял участие в чемпионате Европы 1996 года, провёл все три игры своей команды, будучи игроком второго дивизиона.

## Карьера игрока
Инджефе начал свою футбольную карьеру в молодёжной команде «Бешикташа». В 1993 году он покинул «Бешикташ» и перешёл в клуб третьего дивизиона «Сома Сотесспор». Спустя всего один год он перешёл в команду второго дивизиона «Карабюкспор». Здесь его заметил тогдашний тренер сборной Фатих Терим, который вызвал его со второго дивизиона, без опыта международных матчей, на чемпионате Европы 1996 года. На Евро Инджефе был игроком стартового состава.
После турнира Терим возглавил «Галатасарай» и организовал переход Инджефе в свой новый клуб. В этой команде Инджефе добился своих самых больших успехов. В 2000 году он выиграл Суперкубок УЕФА, его команда обыграла «Реал Мадрид» со счётом 2:1 после экстра-таймов. Также в сезоне 1999/2000 в игре лиги против «Анкарагюджю» Инджефе ударил головой и укусил игрока соперника, за что Турецкая футбольная федерация дисквалифицировала его на шесть месяцев. В 2003 году он перешёл в «Манисаспор», где завершил свою профессиональную карьеру через три года.

## Тренерская карьера
После окончания своей игровой карьеры Инджефе решил начать тренерскую карьеру. Его дебют состоялся в сезоне 2010/11 с клубом третьего дивизиона «Ени Малатьяспор». Он покинул этот клуб в конце 2011 года. Перед новым сезоном он возглавил столичный клуб «Бугсашспор». Он покинул этот клуб через восемь недель.
Летом 2013 года Инджефе начал работать в молодёжной системе своего бывшего клуба «Галатасарай» и возглавлял команду до 19 лет. После того, как осенью 2013 года Фатих Терим был неожиданно уволен с поста главного тренера «Галатасарая», Инджефе раскритиковал президента клуба Унала Айсала и также объявил о своей отставке.
После увольнения Терим снова возглавил сборную Турции и в 2014 году сделал Инджефе своим помощником. В начале 2014 года Инджефе был назначен главным тренером сборной до 19 лет. С 16 марта 2015 по 31 июля 2018 года он также работал помощником тренера сборной Турции под руководством Терима (27 матчей) и Мирчи Луческу (11 матчей). В августе 2018 года он был назначен главным тренером сборной Турции до 21 года.

## Достижения
- Чемпионат Турции: 1996/97, 1997/98, 1998/99, 2001/02
- Кубок Турции: 1999
- Суперкубок УЕФА: 2000